# Masterplan (album Masterplan)
Masterplan – pierwszy studyjny album zespołu Masterplan wydany 20 stycznia 2003.

## Lista utworów
1. "Spirit Never Die"
2. "Enlighten Me"
3. "Kind Hearted Light"
4. "Crystal Night"
5. "Soulburn"
6. "Heroes" (& Michael Kiske)
7. "Sail On"
8. "Into the Light"
9. "Crawling From Hell"
10. "Bleeding Eyes"
11. "When Love Comes Close"
12. "Through Thick and Thin" (Utwór bonusowy)
13. "The Kid Rocks On" (Utwór bonusowy)